# روبرت هارفي (لاعب كرة قدم أسترالية)
روبرت هارفي (بالإنجليزية: Robert Harvey)‏ هو لاعب كرة قدم أسترالية أسترالي، ولد في 21 أغسطس 1971 في Seaford, Victoria ‏ في أستراليا.

## وصلات خارجية
- روبرت هارفي على موقع AustralianFootball.com (الإنجليزية)
- روبرت هارفي على موقع AFLtables.com (الإنجليزية)